# Dombi Rudolf
Dombi Rudolf (Budapest, 1986. november 9. –) magyar olimpiai és Európa-bajnok kajakozó.

## Pályája
2004-ben az ifjúsági Eb-n szerzett bronzérmet. 2008-ban az U23-as Eb-n négyes 500 méteren első, 1000 méteren második volt. 2009-ben K4 200 méteren harmadik volt az Eb-n. A váltóban nem került fináléba. Az U23-as Eb-n egy arany- és egy ezüstérmet nyert. A vb-n a váltóval hatodik lett váltóban.
A 2010-es Eb-n négyes ezer méteren második, kettes 200 méteren (Beé István) harmadik volt. A vb-n négyesben nem jutott döntőbe és 11. lett. K2 200-on nem ért célba a középfutamban. A következő évben az Európa-bajnokságon harmadik volt K2 1000 méteren Kökény Rolanddal. A vb-n ugyanezen a távon hatodikok voltak. A 2012-es Eb-n elsők lettek, majd augusztusban – ugyancsak 1000 méteren – aranyérmet nyertek az olimpián.
2013-ban Kökénnyel egy párban 5. volt 1000 méteren az Európa-bajnokságon és 3. K2 1000 méteren a világbajnokságon.
2014 júniusától nem versenyzett tovább Kökény Rolanddal egy hajóban. 2014-ben K-2 500m-en Boros Gergellyel a moszkvai VB-n ezüstérmet szerzett.
2015 februárjától az UTE versenyzője lett.
Edzője Szilárdi Katalin volt.
2017 végén befejezte az élsportot. Visszavonulása után a Magyar Diáksportszövetség területi vezetője lett.
2019-ben részt vett a TV2 Exatlon Hungary című sport-realityjében, ahol a Bajnokok csapatát erősítette. A reality műsorban a férfiak közt 2. lett.

## Díjai, elismerései
- Újpest díszpolgára (2012)[4]
- A Magyar Érdemrend tisztikeresztje (2012)
- Az év magyar kajakozója (2012)
- A magyar kajaksport örökös bajnoka (2012)[5]
- Az év magyar csapatának tagja (2012)

## Hobbi
Hobbija a főzés, 2017-ben indult az RTL Klub A Konyhafőnök című ismert embereknek indított főzőshowjában.